# ヒトトヒト
ヒトトヒト株式会社は、東京都渋谷区に本社がある警備・ビル運営管理会社。

## 概要
主にオフィスビルや商業施設、スポーツ施設などの警備・運営管理を手がけており、各種事業所・店舗やイベント会場などに正社員、アルバイトなどを派遣。警備をはじめ、チケット販売、誘導案内、清掃、交通誘導、ホールスタッフなど業種は多岐にわたる。

## 沿革
- 2012年（平成24年）9月1日、本社を東京都渋谷区千駄ヶ谷から神宮前へ移転した。
- 2022年（令和4年）4月1日、子会社のニッソーサービス株式会社、東北ニッソーサービス株式会社を吸収合併。日本総業株式会社からヒトトヒト株式会社に商号変更。

## 会社データ
- 所在地：東京都渋谷区神宮前2丁目21番9号
- 設立：1974年（昭和49年）6月11日（1983年8月、有限会社から株式会社に組織改正）
- 警備業務認定 東京都公安委員会第30000805号
- 一般廃棄物収集運搬業 東京都第633号
- 産業廃棄物収集運搬業 東京都第13-00-048799号
- 建築物清掃業登録 東京都12清 第552号

## 主な仕事内容
- 警備全般
- 建築物総合管理
- スポーツ施設管理運営
- イベント企画・運営管理
- 配送業務
- 廃棄物処理

ほか

## 事業所
- 神宮球場内事務所：東京都新宿区霞ヶ丘町3番1号
- 横浜支社、千葉支店、さいたま支店

## 関連会社
- ヒトトヒトホールディングス株式会社
  - 150-0001 東京都渋谷区神宮前2丁目21番9号

グループ全体を統括する持株会社。2020年4月ニッソーホールディングスから改称
- ヒトトヒトキャリアライズ株式会社
  - 150-0001 東京都渋谷区神宮前2丁目21番9号
- 株式会社ノティオ
  - 150-0001 東京都渋谷区神宮前2丁目21番9号